# تمرد مليلية العسكري 1936
جرى التمرد العسكري في مليلية في شهر يوليو 1936. وكانت بداية الحرب الأهلية الإسبانية. وقد استولى المتمردون على الحاميات الرئيسية للجيش الإسباني في أفريقيا وبحلول 18 يوليو سحقوا مقاومة ضباط الجيش الموالين لحكومة الجمهورية. وتعرض أنصار الجمهورية الإسبانية الثانية للاعتقال أو القتل.

## البداية
كان أحد الأهداف الرئيسية للانقلاب الإسباني في يوليو 1936 هو تأمين المغرب الإسباني، لأن الجيش الإسباني الأفريقي كان قوة الصدمة الرئيسية للجيش الجمهوري الإسباني. وأعضاؤها خليط من الجيش الإسباني النظامي والفيلق الإسباني ومرتزقة مغاربة والقوات الأهلية النظامية. دعم معظم ضباطهم المؤامرة ورفضوا الديمقراطية الليبرالية. فقط حفنة من الضباط مثل الجنرال مانويل روميراليس القائد العام للجيش الإسباني في المغرب والجنرال غوميز موراتو والمفوض السامي بلاسيدو ألفاريز بويلا، كانوا موالين للجمهورية، ولم يكن لدى العمال الإسبان في المغرب أي أسلحة، وهم معزولون عن السكان المغاربة.

## الانقلاب

### 17 يوليو: مليلية
كان قائد المؤامرة الجنرال إميليو مولا، قد أمر جيش إفريقيا بالتمرد في الساعة الخامسة صباح يوم 18 يوليو، ولكن تم اكتشاف الخطة من قبل الضباط الجمهوريين في مليلية في 17 يوليو، فقرر زعيم المؤامرة في المدينة العقيد سيغي البدء بالتمرد واعتقال الجنرال روميراليس. استولى المتمردون على محطة الراديو وأعلنوا الأحكام العرفية. فانضم إلى التمرد جنود الفيلق والنظاميون وحرس الاقتحام في مليلية. استولوا على المباني الرئيسية، وسحقوا المقاومة في أوساط الطبقة العاملة. وقتل اثناء التمرد الجنرال روميراليس القائد العسكري لمليلية وقائد الجيش الأفريقي غوميز موراتو والمفوض السامي أرتورو ألفاريز بويلا وقائد قاعدة أتالايون للطائرات المائية ليريت رويث، بالإضافة إلى الذين قاوموا التمرد. عندما اكتشف الجنرال موراتو بالتمرد، سافر بالطائرة إلى مليلية لتهدئة الأوضاع، ولكن أوقفه المتمردين بمجرد وصوله.

### 17 يوليو: سبتة وتطوان
بمجرد أن سيطر المتآمرون على مليلية، اتصل المقدم سيغي بالمسؤولين عن الانتفاضة العسكرية في تطوان وسبتة على التوالي؛ كما بعث إلى الجنرال فرانكو في لاس بالماس موضحًا سبب بدء الانتفاضة في مليلية قبل وقتها المحدد. من جانبهما، بدأ ساينز دي بورواغا وخوان ياغي بالإسراع في التمرد قبل اثنتي عشرة ساعة من ساعة الصفر. استولى المقدم ياغوي ومعه فوج الفيلق الثاني على كامل سبتة بسهولة، دون أي طلقة. بينما استولى العقيد ساينز دي بورواغا مع الفوج الخامس من الفيلق الإسباني على تطوان.
احتلت القوات المتمردة في سبتة المناطق العمالية وقتلت النقابيين البارزين وقائد المدينة، وفي تطوان استولى الفيلق الإسباني على مبنى بيت الشعب التابع لحزب PSOE وأعدمت موظفي النقابات وجميع الأشخاص المسلحين. علاوة على ذلك، حصل العقيد جان لويس بيغبيدير على دعم الوزير الأكبر في تطوان ومولاي حسن وبدأ المتطوعون المغاربة بالانضمام إلى التمرد.

### 18 يوليو: العرائش
بدأ الانقلاب في العرائش الساعة الثانية من صباح 18 يوليو. حيث أعقبها العديد من الاشتباكات التي قتل فيها خمسة من حرس الاقتحام وضابطين من المتمردين، ولكن بحلول الفجر كانت المدينة في أيدي المتمردين. بحلول منتصف الصباح كانت مراكز المقاومة الوحيدة المتبقية هي مقر إقامة المفوض السامي وقاعدة القوات الجوية في تطوان. وقد هدد المتمردون بقصفهما، وبعد بضع ساعات استسلم المدافعون للقوميين؛ وتم إعدامهم جميعًا، من بينهم المفوض السامي وآمر القاعدة الجوية الرائد ديلا بوينتي باهاموند - ابن خالة فرانسيسكو فرانكو-. في ذات اليوم أضرب عمال تطوان ومليلية إضرابًا عامًا، لكن القوات المتمردة سحقتهم.

### القمع القومي
بناء على تعليماته السرية في 30 يونيو للانقلاب في المغرب أمر مولا:«القضاء على العناصر اليسارية والشيوعيين والفوضويين وأعضاء النقابات وغيرهم». في نفس اليوم الذي تم فيه اعتقال جميع أعضاء النقابات والأحزاب اليسارية والمحافل الماسونية أو أي شخص تبين أنه صوت لصالح الجبهة الشعبية. لذلك أعدم القوميون في الليلة الأولى 189 مدنياً وجندياً. وفي 20 يوليو افتتحوا معسكر اعتقالهم الفرانكوي الأول [الإنجليزية] في مليلية.

## الآثار والنتائج
بحلول 18 يوليو كان جيش إسبانيا الأفريقي قد استولى على كل المغرب الإسباني وسحق المقاومة. في نفس اليوم بدأ فرانسيسكو فرانكو بالتمرد في جزر الكناري. ثم استقل طائرة دي هافيلاند دراغون رابيد ودفعت صحيفة ABC ثمنها وسافر إلى الدار البيضاء في المغرب الفرنسي. ثم واصل رحلته إلى تطوان يوم 19 يوليو، وعين نفسه قائدًا للجيش الإسباني في المغرب.
ظلت معظم القوات البحرية الجمهورية موالية للحكومة. قامت السفن الموالية بدوريات في مضيق جبل طارق وتم عزل المغرب الإسباني عن المدن التي يسيطر عليها المتمردون في أندلسيا وهي: إشبيلية وقادس وقرطبة وغرناطة. إلا أنه وبمساعدة ألمانيا النازية وإيطاليا الفاشية تمكن القوميون من نقل قوات جيش إفريقيا إلى البر الرئيسي وبدء تقدمهم نحو مدريد.